# Aurelio Pes
Aurelio Pes (Palermo, 1942 – Palermo, 8 dicembre 2020) è stato uno scrittore, drammaturgo, critico musicale, curatore editoriale e dirigente pubblico italiano.

## Biografia
Ricercatore negli anni '80 all’Istituto di Storia della Musica dell’Università di Palermo, ha coordinato il Centro di Musicologia dell’Opera universitaria. Pes è stato a lungo Direttore dell'Ufficio speciale regionale per la valorizzazione turistico-culturale, dell'ufficio speciale per gli interventi di valorizzazione del patrimonio culturale  e infine del dipartimento Beni culturali della Regione Siciliana. Nel 2002 è stato commissario ad acta dell’Accademia di belle arti di Palermo e dal 2005 fino al 2013 segretario della commissione scientifica del Registro Eredità Immateriali della Sicilia. Dal 1995 è stato consigliere d'amministrazione della fondazione Piccolo di Calanovella .
Il suo testo “Ager Sanguinis” è stato utilizzato come soggetto del film Stupor mundi di Pasquale Squitieri , ed è stato portato in scena con la regia di Carlo Quartucci, interpretato da Carla Tatò, Paride Benassai, prodotto dal Teatro Biondo nella stagione 1994/95.
Ha diretto la collana "Biblioteca di Narciso" di Novecento, che è stata definita da Giulio Einaudi fra le più belle del panorama editoriale italiano.
Ha vinto il premio “Flaiano”, il premio “Città di Monreale”, il premio “Nietzsche”, il premio “UNESCO”.
Ha presentato diverse mostre d'arte.

## Opere
- Genealogia del fuoco, Novecento, 1988
- Ager Sanginis-Federico II imperatore, Novecento, 1995
- Cara Palermo (con Dacia Maraini), Helios, 1996
- Cagliostro Rebis, Novecento, 2004
- Rosario Bruno. Dalle terre di Kokalos alle praterie del West 1972-2005, Falcone, 2005
- Architettura dei pani di Salemi, Falcone, 2012
- Le stanze delle meraviglie, Qanat, 2014

### Testi teatrali
- Amore e Psiche. Il pozzo, Casa Ricordi, 1973
- Attis
- Borromini
- Il Cimento del Sole e della Luna
- Secretum di Eleonora d’Aragona
- Telemaco
- Morte di Pietro Paolo Boscoli
- Animus
- Medea